# Walter Franco
Walter Rosciano Franco (São Paulo, 6 de janeiro de 1945 – São Paulo, 24 de outubro de 2019) foi um cantor e compositor brasileiro. É considerado um dos músicos mais influentes no cenário underground brasileiro e um dos mais revolucionários da história da música popular brasileira, sendo precursor de compositores como Arrigo Barnabé, Maurício Pereira, André Abujamra, Itamar Assumpção e Arnaldo Antunes. Não chegou a participar de nenhum movimento cultural musical, como bossa nova ou tropicalismo, mas seu nome sempre se fez presente na chamada vanguarda.
Já era parte da Vanguarda Paulista, antes mesmo da expressão ser cunhada pela geração de Arrigo Barnabé e Itamar Assumpção. Trabalhou com arranjadores como Rogério Duprat e Júlio Medaglia, e teve a letra da música "Cabeça" traduzida para o inglês por Augusto de Campos.
Seu álbum mais aclamado pela crítica é Revolver, de 1975. O compositor tem pelo menos cinco músicas bem conhecidas do grande público: a própria "Cabeça", "Seja Feita a Vontade do Povo", "Coração Tranquilo", "Respire Fundo" e "Vela Aberta", sendo a última executada até hoje em programas radiofônicos de flashback. Outro sucesso de Walter Franco é "Serra do Luar", com um refrão marcante: "Viver é afinar o instrumento / De dentro pra fora / De fora pra dentro".
Walter Franco já foi regravado por artistas como Leila Pinheiro, Oswaldo Montenegro, Lobão e Chico Buarque, além de bandas de rock como Ira!, Inocentes, Camisa de Vênus, Pato Fu e Titãs.
Em 1979, com "Canalha", conquistou o segundo lugar no Festival da Tupy de 1979. Cantada com a voz dilacerada, quase um grito primal, provocava uma catarse coletiva. A canção foi incluída no disco “Vela Aberta”.

## Biografia
Nascido de uma família que valorizava a arte, tendo o pai, Cid Franco, como um poeta que se correspondia com nomes de destaque da literatura brasileira como Carlos Drummond de Andrade e Manuel Bandeira, o cantor desde pequeno já apresentava muito interesse por esse universo artístico de forma a envolver-se com a música e a poesia. Quando tinha 16 anos, teve aulas de violão com a esposa do violonista Paulinho Nogueira, Elza Nogueira.
Posteriormente, quando atingiu a maioridade, Walter Franco, em meio ao dilema de ter que escolher um curso e uma faculdade, decidiu que gostaria de ser cantor e compositor. Porém acabou vinculando-se ao teatro antes da música e cursou a Escola de Arte Dramática da Universidade de São Paulo. De lá teve inspirações musicais bastante conectadas à voz como instrumento pelo fato de haver grande variedade de personagens e expressões enfáticas. Compôs trilhas sonoras para peças como A Caixa de Areia, de Edward Albee, Caminho que Fazem o Darro e o Genil até o Mar, de Renata Pallottini, Os Olhos Vazados, de Emilio Di Biasi, e As Bacantes, de Eurípides. Tal período influenciaria grande parte de seu trabalho.
Começou participando de festivais de música em 1968, quando, em São Paulo, inscreveu a canção "Não se Queima um Sonho" no 1° Festival Universitário da TV Tupi defendida por Geraldo Vandré. Na segunda edição do festival, conquista o terceiro lugar com "Sol de Vidro".
Em 1971, começou a carreira como músico profissional lançando um compacto pela Philips, por ter sua canção "No Fundo do Poço" como tema de abertura da novela O Hospital da TV Tupi. No ano seguinte, no 7° Festival Internacional da Canção, organizado pela TV Globo, conquistou o prêmio especial com a composição "Cabeça".
Em 1973, lançou seu primeiro LP "Ou Não" pela gravadora Continental, com participação do maestro Rogério Duprat e com músicas autorais como "Cabeça", "Me Deixe Mudo", "Mixturação", "No Fundo do Poço" e "Água e Sal". O álbum possui uma linguagem musical fortemente influenciada pela poesia concreta.
O show "A Sagrada Desordem dos Espíritos" foi apresentado no Teatro de Arena, em 1974, com Walter no palco cantando e tocando violão em posição da flor de lótus, com as mixagens de Pena Schmidt.
No ano seguinte, conquistou a terceira posição no Festival Abertura, também da Rede Globo, com os arranjos do maestro Júlio Medaglia e lançou o disco "Revolver" pela Continental. O álbum conseguiu equilibrar suas ideias mais arrojadas e uma sonoridade pop e rock, bastante influenciada pelos Beatles.
Além disso, lançou pela gravadora CBS os LPs "Respire Fundo" (1978) e "Vela Aberta" (1980), sendo que neste está a canção "Canalha", segundo lugar no Festival 79 de Música Popular, realizado pela Rede Tupi de Televisão e posteriormente interpretada por nomes importantes da música brasileira como Oswaldo Montenegro, Titãs, Camisa de Vênus, Jards Macalé e Lobão.
Em 2017, sua música Feito gente foi veiculada na trilha sonora da supersérie Os Dias Eram Assim, da TV Globo.
Era vice-presidente da Associação Brasileira de Música e Artes (Abramus), sociedade de recolhimento de direitos autorais filiada ao ECAD.
Antes de falecer, fazia shows com seu filho, o também cantor e compositor Diogo Franco e se apresentava juntamente com uma banda agrupando composições recentes e marcantes de sua trajetória.
Também estava prestes a lançar um trabalho que daria fim a um período de mais de 15 anos sem um trabalho novo. Um álbum chamado "Listen - ResiLIência e ResISTÊNcia", pronto desde o final de 2018.
Morreu em 24 de outubro de 2019, após ficar internado cerca de duas semanas em decorrência de um acidente vascular cerebral.

## Discografia
- "Tema do Hospital" - compacto simples (1971)
- Ou Não (1973)
- Revolver (1975)
- Respire Fundo (1978)
- Vela Aberta (1980)
- Walter Franco (1982)
- Tutano (2001) - YB Music